# Mila morska
Mila morska (Mm, ang.: nautical mile – NM, International Nautical Mile – INM) – jest jednostką odległości stosowaną w nawigacji morskiej oraz lotnictwie. Jest to długość łuku południka ziemskiego odpowiadająca jednej minucie kątowej koła wielkiego. W rzeczywistości ze względu na kształt kuli ziemskiej (geoida) długość łuku 1 minuty kątowej jest różna w zależności od szerokości geograficznej, dlatego umownie przyjęto długość uśrednioną.
1 INM → 1’ stąd: 40 000 km / (360° × 60’) ≈ 1851,852 m ≈ 1 852 m w układzie SI (wartość przyjęta w Normie ISO 80000-3)
1 INM = 10 kabli
Z pojęciem mili morskiej związana jest jednostka prędkości węzeł. 
Wartość 1 INM = 1852 m została przyjęta przez Międzynarodowe Biuro Miar i Wag. Jeszcze do połowy XX wieku niektóre państwa stosowały jednak własną wartość dla mili morskiej:
- Wielka Brytania – 1853,18 m
- Dania – 1851,85 m
- Holandia – 1851,85 m
- Stany Zjednoczone – 1853,248 m
- Portugalia – 1850,00 m
- Japonia – 1853,18 m

## Geneza terminu – mila morska
Nazwa „mila” wywodzi się z łaciny, od pojęcia mille passus, czyli 1000 (podwójnych) kroków (z czego wywodziła się długość mili rzymskiej, wynosząca ok. 1,5 km). Z czasem mila zaczęła być wykorzystywana do określania morskiego dystansu i została powiązana z 1 minutą kątową szerokości geograficznej. W dzisiejszych czasach, mila morska odnoszona jest do długości łuku ziemskiego południka, a dokładniej reprezentuje 1 minutę kątową koła wielkiego. Ze względu na spłaszczenie biegunowe kuli ziemskiej, wartość mili morskiej jest nieznacznie większa w okolicy geograficznego bieguna północnego i południowego.